# 대화교통 (경북)
대화교통 주식회사는 경상북도 경산시의 시내버스 회사이고 본사는 경산시 자인면 공단로 109 (계림리)에 있다.

## 역사 및 현황
- 1976년 2월 19일 제일여객과 부림교통을 통합하여 설립했다.
- 도합 58대 보유·운행 중에 있다.
- 원래 56대를 보유하고 있었으나 2013년 1월 증차로 인해 대수가 늘어났다.
- 주로 경산시 진량읍, 하양읍, 와촌면 일대로 운행하고 경산 시내로는 2009년 개편 이후 운행 횟수가 증가했다.
- 경산버스와 달리 대경교통카드를 먼저 수용하였다.
- 2025년 2월 24일 대구시내버스 개편 때 708번은 공동배차에서 철수하였다.[1]
- 814번에 현금 승차를 금지하고 있다.

## 보유 차종
전 차량이 현대자동차 원메이크로 운행 중이다. (현대 그린시티, 현대 뉴 슈퍼 에어로시티, 현대 저상 뉴 슈퍼 에어로시티, 현대 일렉시티 FCEV)

## 운행 노선

### 간선버스
- ● 803번: 갓바위 - 하양정류장 - 대구대학교
- ● 803-1번: 경산시 중산동(펜타힐즈더샵2차남편) - 대구대학교
- ● 814번: 대구대학교 - 동대구역 - 범물두성타운(진밭골) (3대, 경북교통, 신일여객과 공동배차)
- ● 818번: 황제아파트/대구대학교 - 하양 - 안심역 - 방촌시장 - 동대구역 → 동대구복합환승센터 → 동구시장 → 효신네거리 → 대구상공회의소 (은해사·신녕/능성동·음양/소월/대동/북리/초원아파트/진량윤성아파트/진량중고교)
- ● 818-1번: 황제아파트 - 북리 - 대구대학교 - 하양 - 경일대학교(소월/대동/능성동·음양/초원아파트/진량윤성아파트/진량중고교)
- ● 989-1번: 대구대학교 - 영남대학교 - 대구한의대학교 - 자인 - 대구대학교
- ● 999-1번: 한의대학교 - 사동 - 경산역 - 신대 - 대구한의대학교

### 지선버스
- ● 하양 · 와촌1번: 경일대학교 - 애련 / 은해사 · 신녕 (· 치산) / 대곡 / 대동 / 소월 / 상암 / 능성 · 음양 / 내리 / 초원아파트
- ● 하양2번: 경일대학교 - 대구가톨릭대학교 - 하양역 - 하양초등학교 - 하양금호어울림A - 하양우미린더센트럴 - 하양호반써밋더퍼스트 (2대)
- ● 와촌2번: 경일대학교 - 대구가톨릭대학교 - 하양읍사무소 - 교리 - 하양여중 - 경산지식산업지구 - 와촌면사무소 - 계전1리 -계전1리 마을회관 - 계전2리 마을회관
- ● 진량1번: 하양정류장 - 진량골프장 / (문천2리 · 속초 ·) 다문 · (선안 ·) 마곡 - 자인정류장 / 아사 (3대)
- ● 진량2번: 경일대학교 - 초원아파트(· 윤성아파트) / 진량중 · 고등학교 · 진량공단 · 황제아파트 (/ 대곡 / 신녕)

### 급행버스
- ● 급행803번: 경산역 - 경산시장 - 경산시외버스정류장 - 영남대학교 - 압량읍행정복지센터 - 진량읍행정복지센터 - 하양꿈바우시장 - 하양역 (산업도로) - 하양시외버스터미널 - 와촌면행정복지센터 - 갓바위

## 갤러리

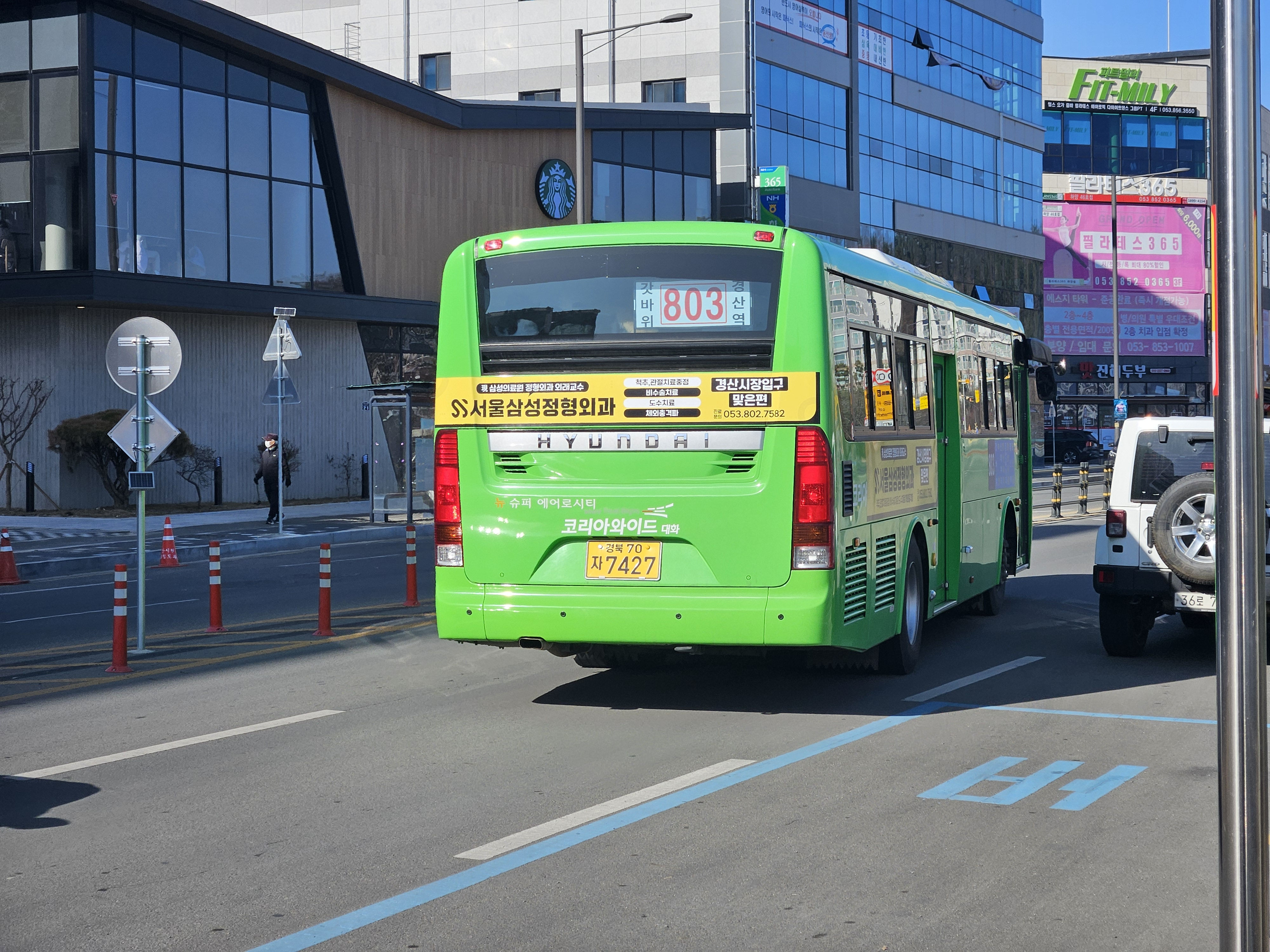
경산시내버스 803번
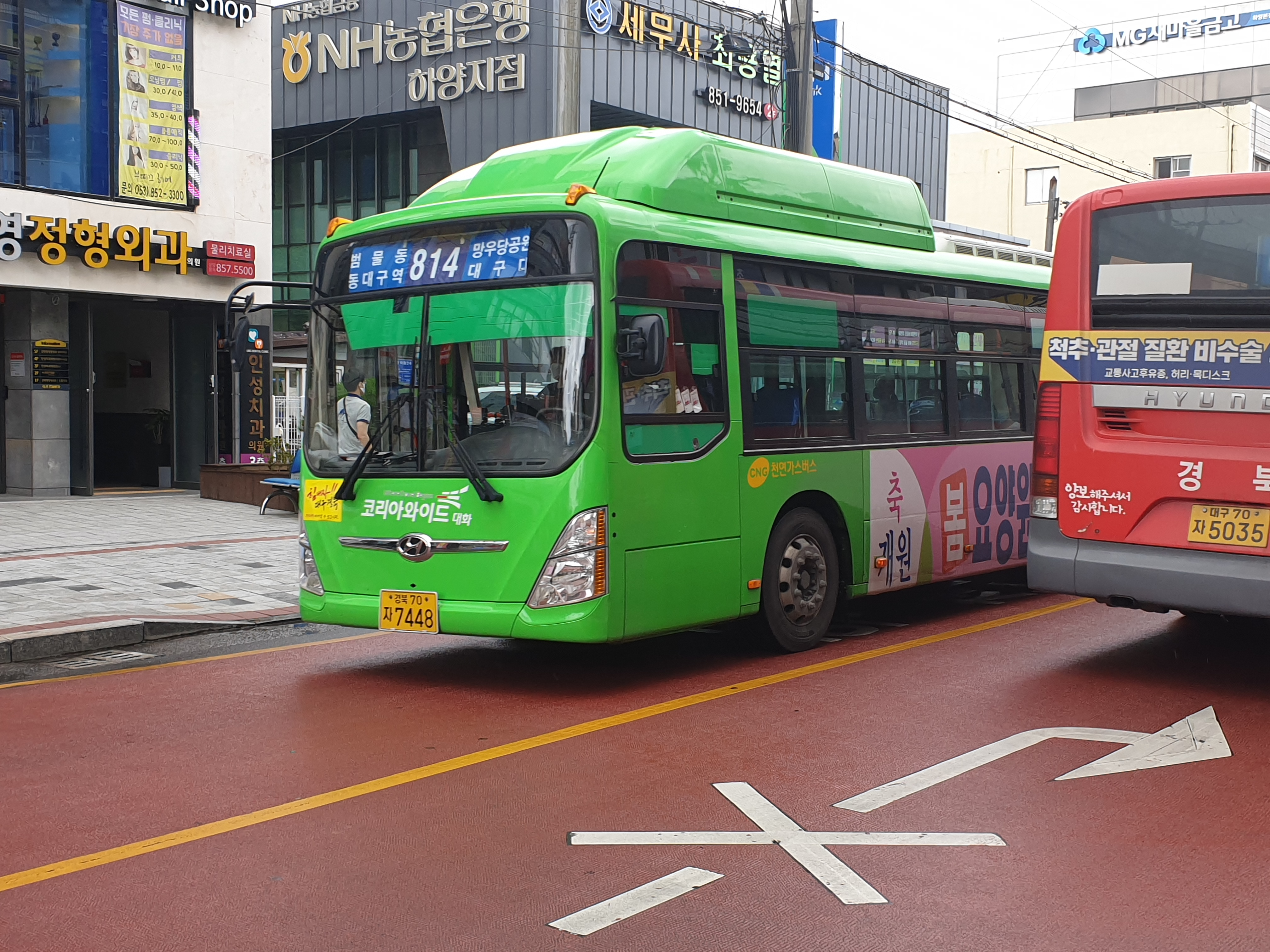
경산시내버스 814번 (이 노선은 경북교통, 신일여객과 공동배차한다.)
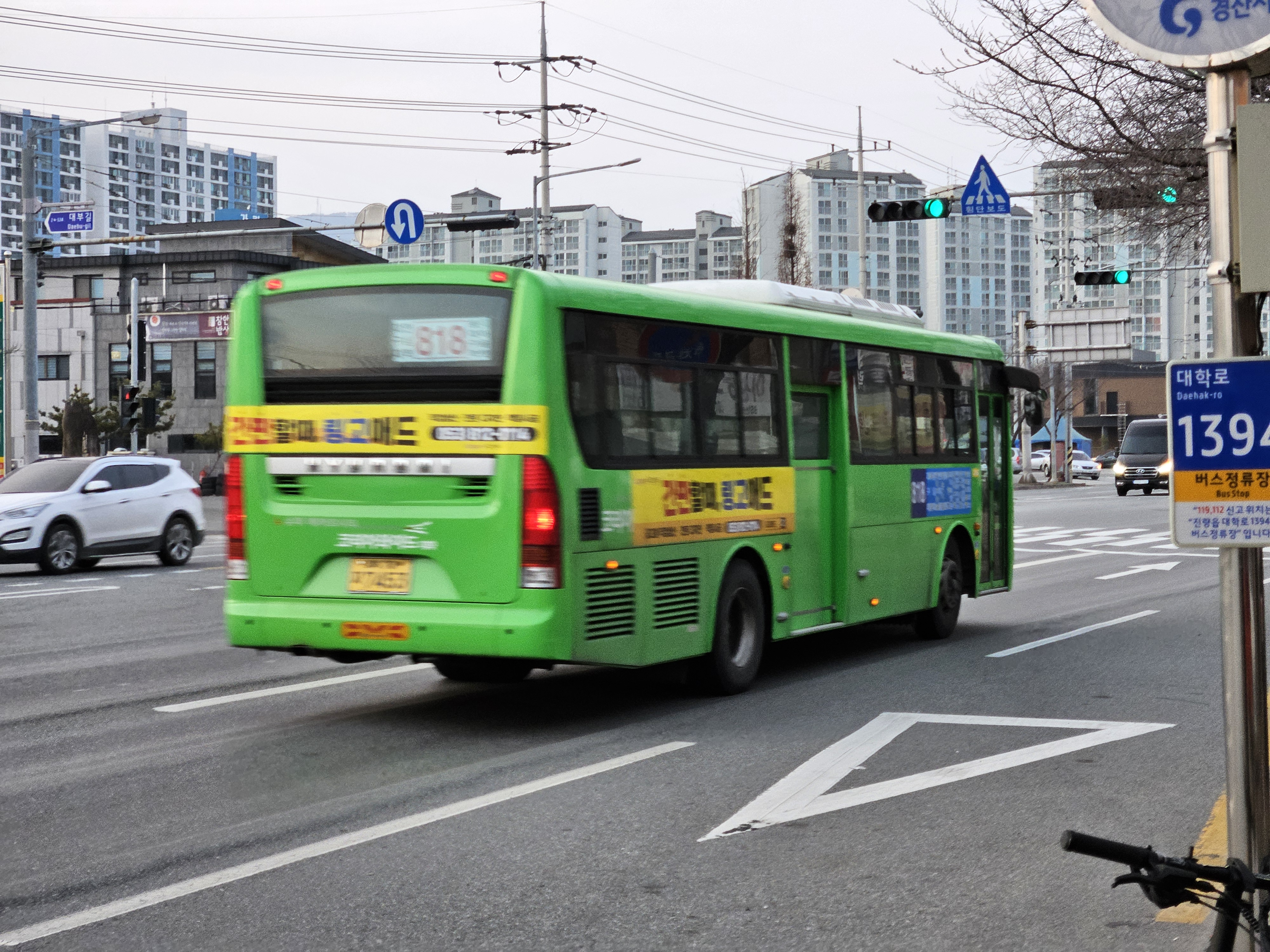
경산시내버스 818번
경산시내버스 818-1번
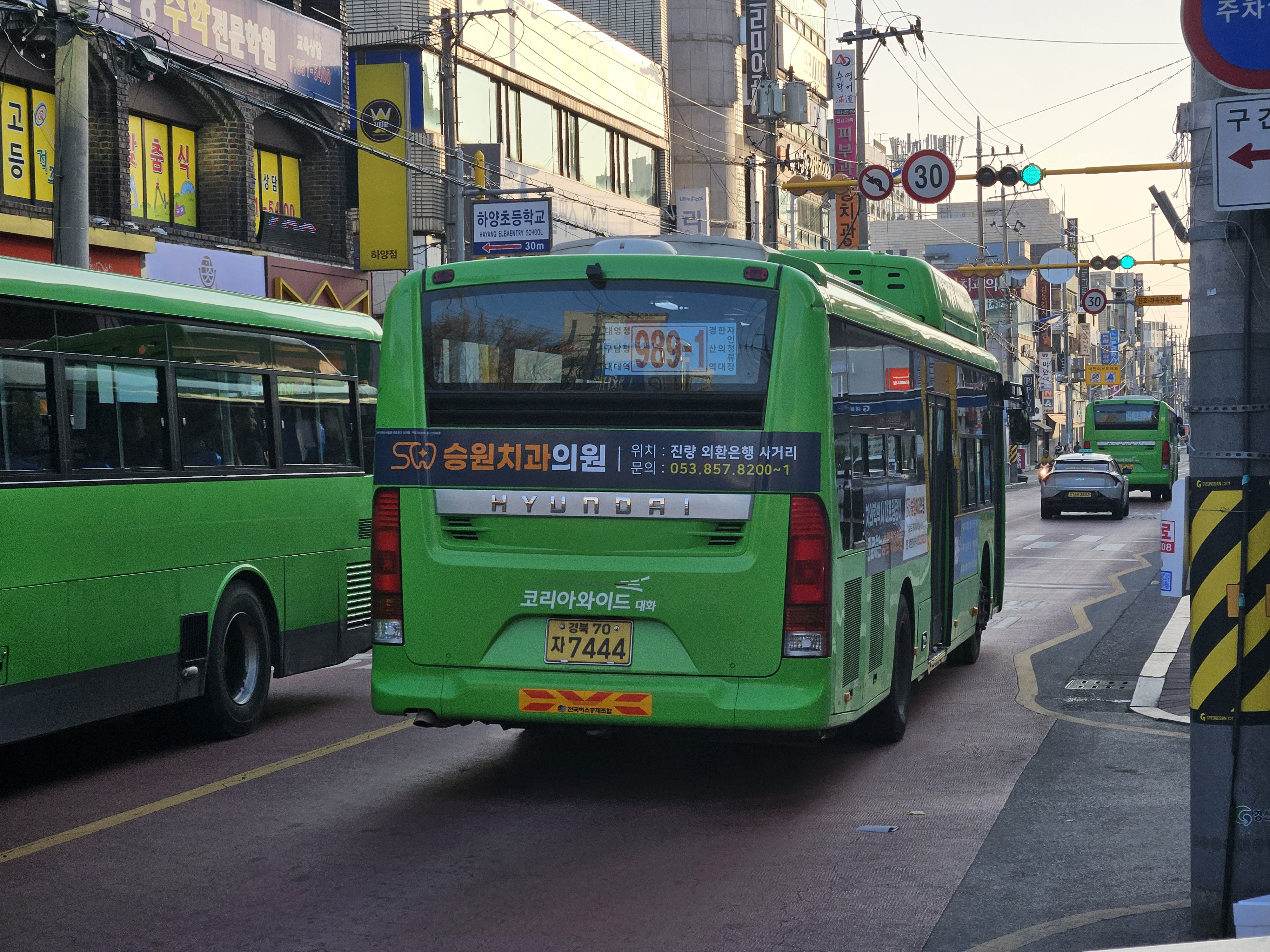
경산시내버스 989-1번
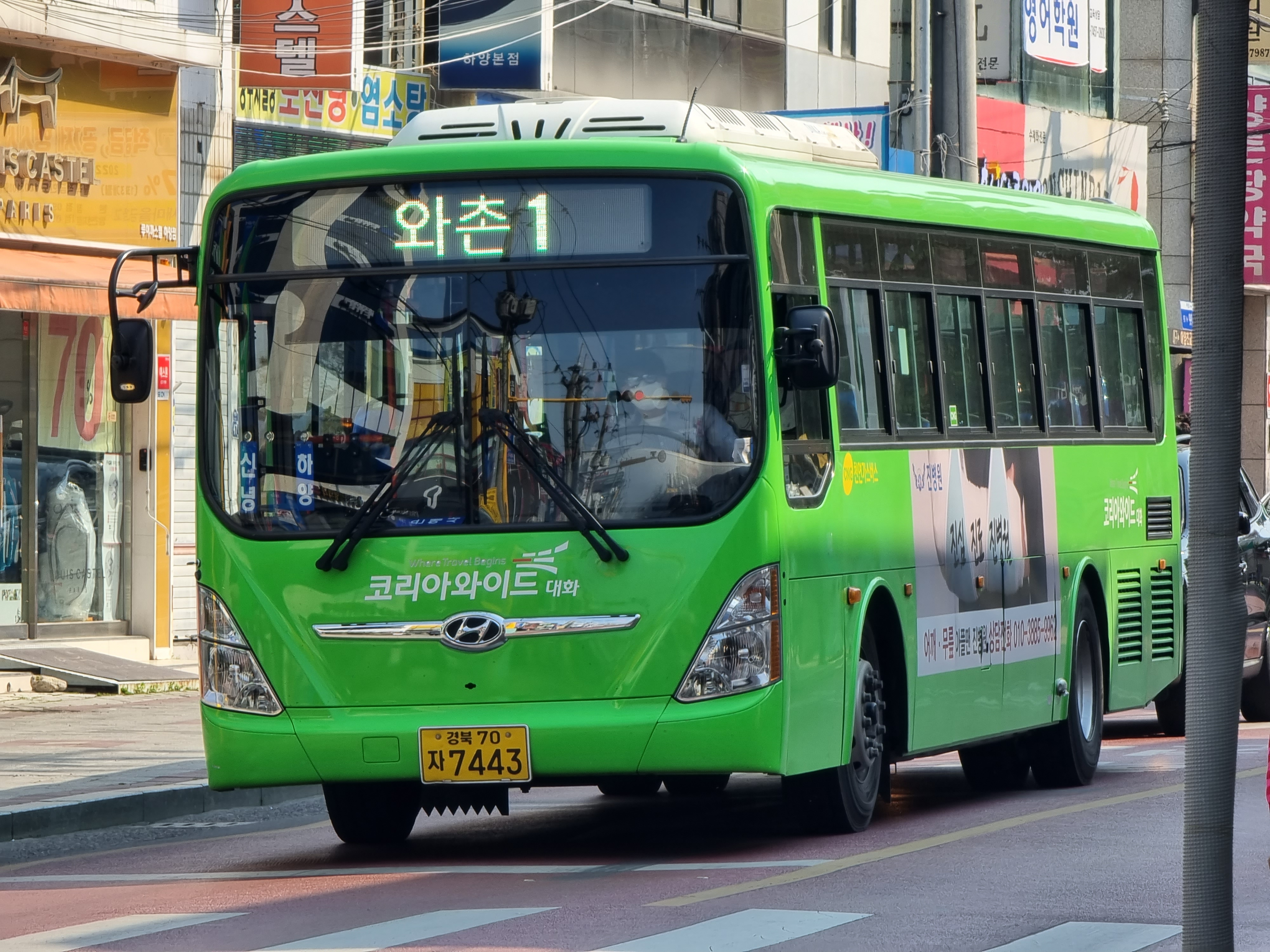
경산시내버스 와촌1번
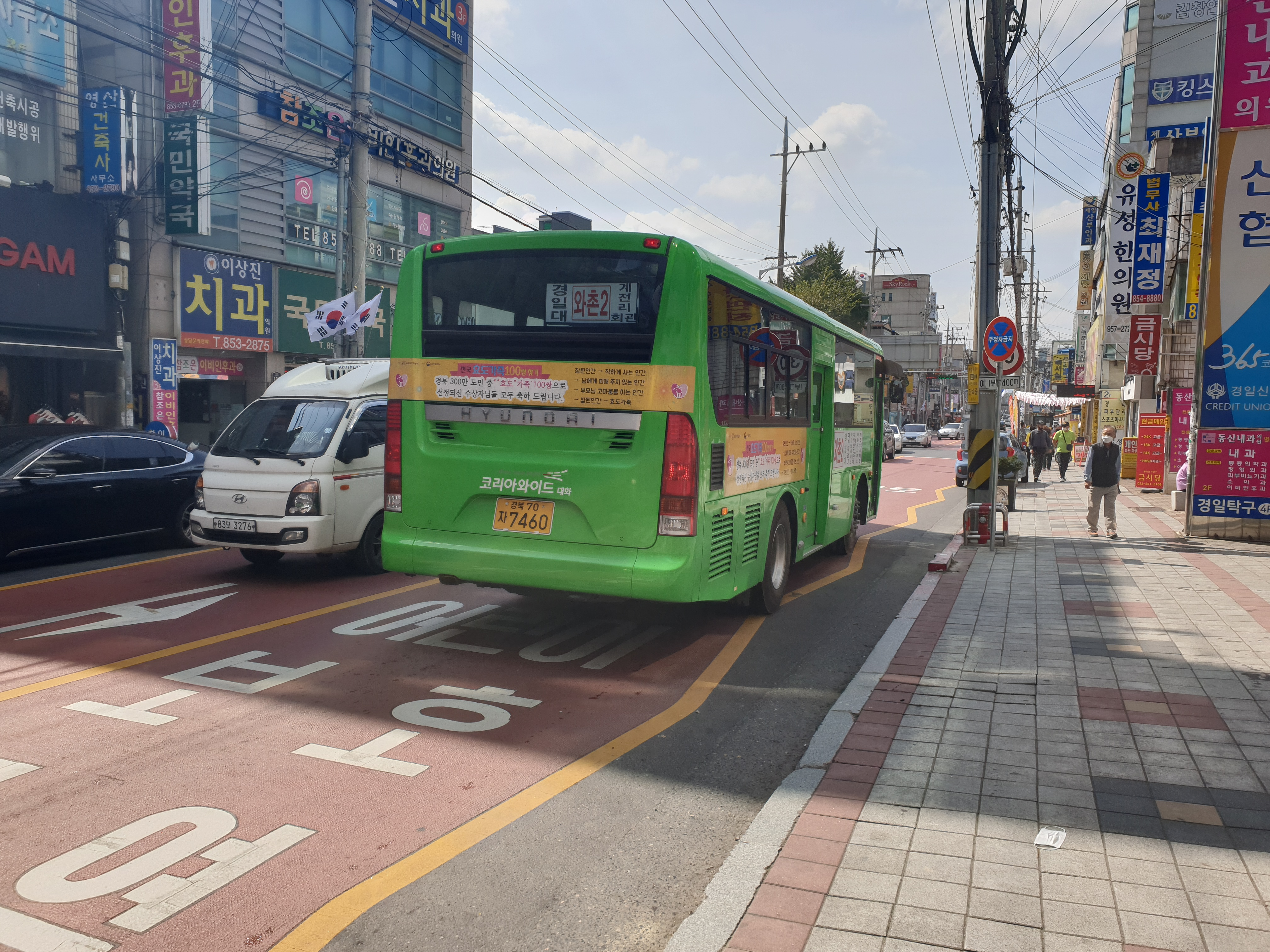
경산시내버스 와촌2번
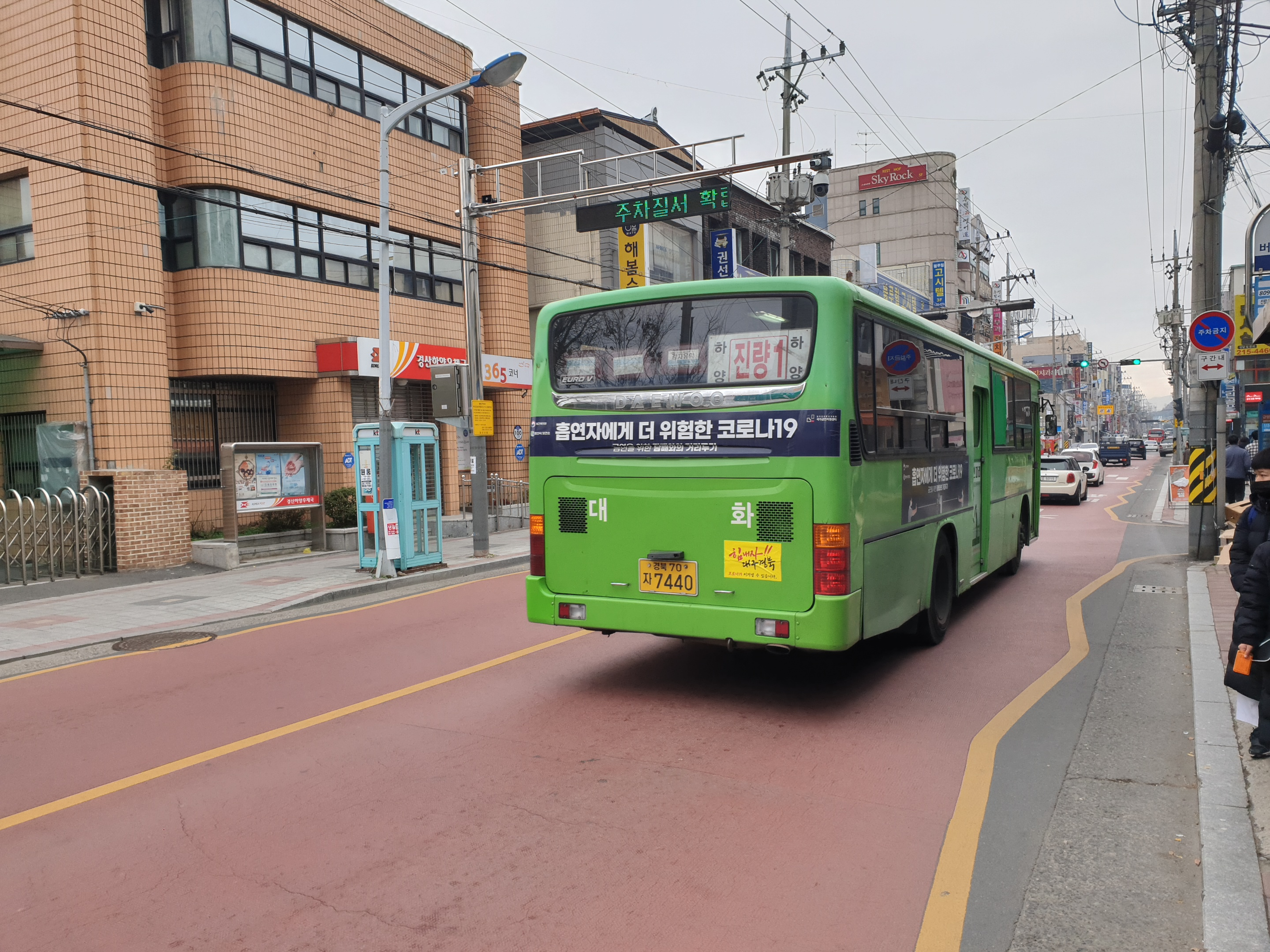
경산시내버스 진량1번
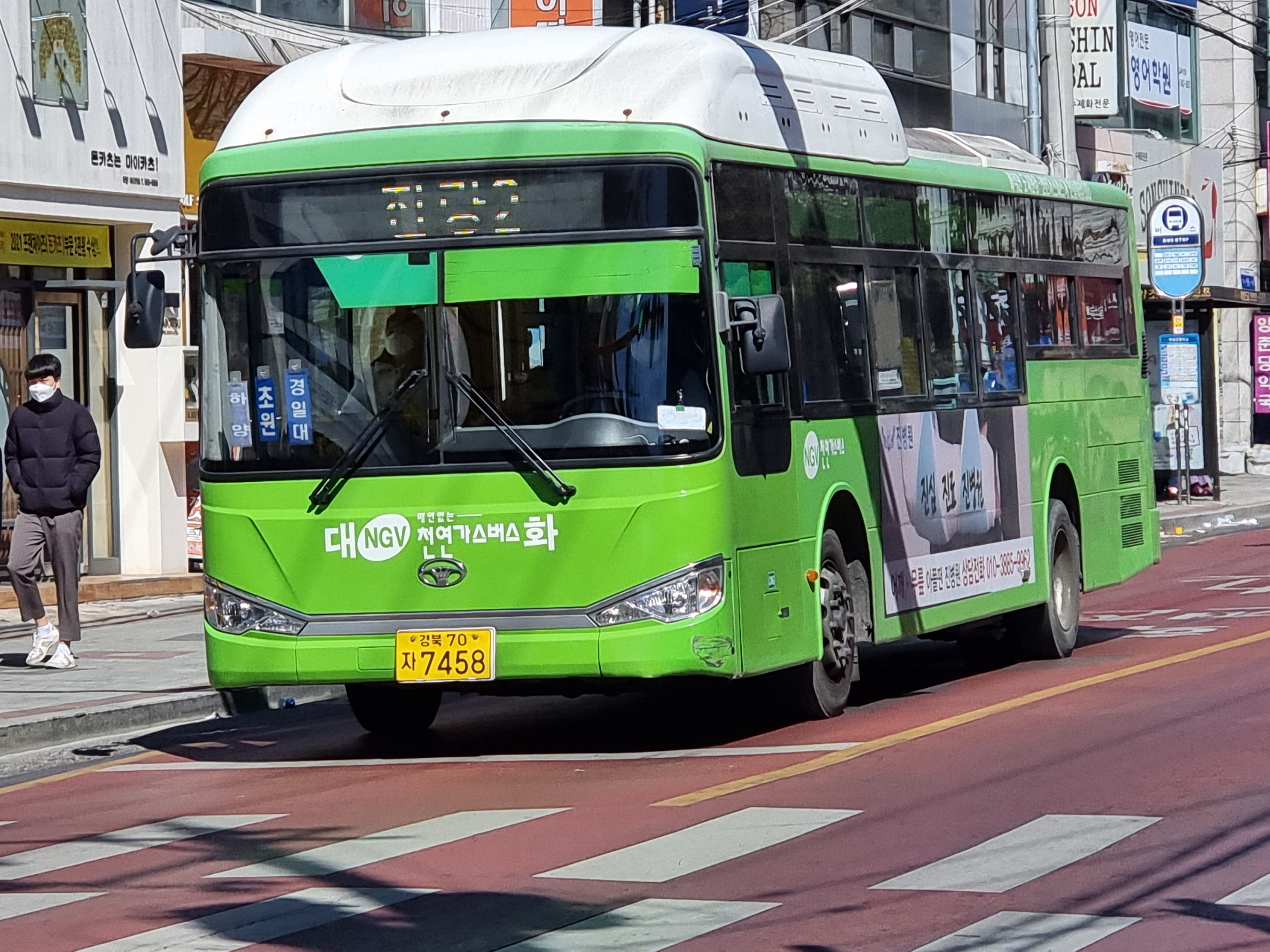
경산시내버스 진량2번
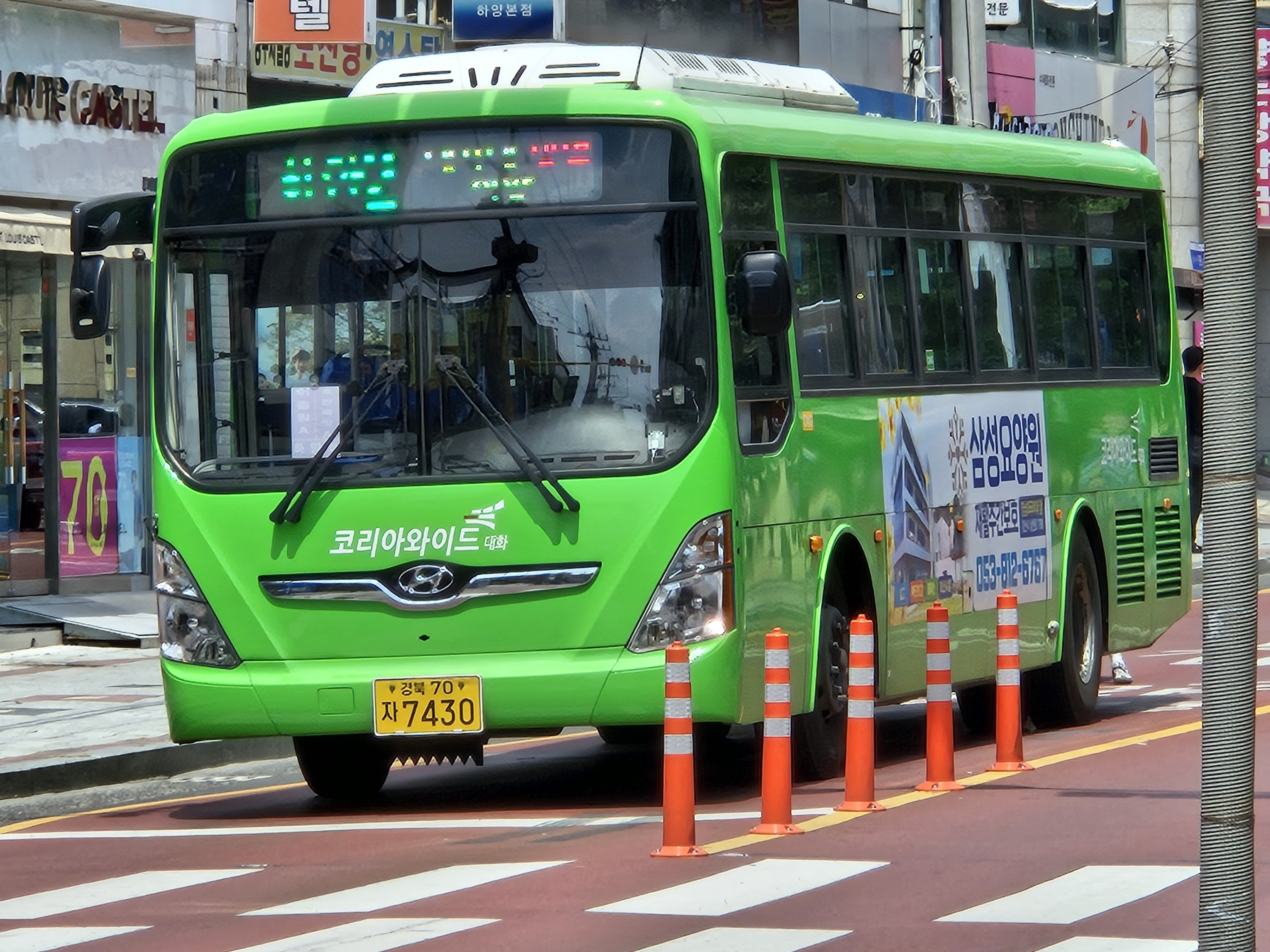
경산시내버스 하양2번